# Grimes (zangeres)
Claire Elise Boucher (Vancouver, 17 maart 1988), beter bekend onder haar artiestennaam Grimes, is een Canadese zangeres, songwriter en producer. Haar werk gaat van een combinatie van lo-fi en r&b tot futuristische dancepop, en bevat invloeden van elektronische muziek, hiphop en rock. Haar teksten bevatten vaak onderwerpen uit de sciencefiction en het feminisme.
Grimes is geboren en opgegroeid in Vancouver, Canada. In 2006 begon ze onafhankelijk muziek uit te brengen, nadat ze verhuisde naar Montreal. In 2010 bracht ze twee albums uit, Geidi Primes en Halfaxa, bij platenmaatschappij Arbutus Records. Nadien tekende ze bij 4AD. Grimes werd bekender bij het publiek met het uitbrengen van haar derde album, Visions. Dit album won in 2013 bij de Juno Awards de prijs voor Electronic Album of the Year.
In 2015 werd haar vierde album uitgebracht, Art Angels, dat een nominatie bij de Juno Awards voor Alternative Album of the Year in de wacht sleepte. In 2020 kwam haar vijfde album uit, Miss Anthropocene.
Naast muziek heeft Grimes ook haar stem geleend aan een personage in het spel Cyberpunk 2077.
In 2024 stond Grimes op Coachella waar haar DJ-set vroegtijdig afgebroken werd door technische problemen.

## Albums
| Album met eventuele hitnotering(en) in de Nederlandse Album Top 100 | Datum van verschijnen | Datum van binnenkomst | Hoogste positie | Aantal weken | Opmerkingen |
| ------------------------------------------------------------------- | --------------------- | --------------------- | --------------- | ------------ | ----------- |
| Geidi Primes                                                        | -                     | -                     | -               | -            |             |
| Halfaxa                                                             | -                     | -                     | -               | -            |             |
| Visions                                                             | -                     | -                     | -               | -            |             |
| Art Angels                                                          | 06-11-2015            | 19-12-2015            | 84              | 1            |             |

| Album met hitnotering(en) in de Vlaamse Ultratop 200 albums | Datum van verschijnen | Datum van binnenkomst | Hoogste positie | Aantal weken | Opmerkingen |
| ----------------------------------------------------------- | --------------------- | --------------------- | --------------- | ------------ | ----------- |
| Geidi Primes                                                | -                     | -                     | -               | -            |             |
| Halfaxa                                                     | -                     | -                     | -               | -            |             |
| Visions                                                     | 31-01-2012            | 24-03-2012            | 46              | 5            |             |
| Art Angels                                                  | 06-11-2015            | 14-11-2015            | 82              | 8            |             |

## Persoonlijk
Op 8 januari 2020 maakte Grimes via Instagram bekend dat zij en Elon Musk een kind verwachtten. Op 4 mei van dat jaar werd hun zoon geboren. Ze kozen de naam X Æ A-12 (uitgesproken als Ex Ash A Twelve), gebaseerd op onder andere de A-12, de voorloper van de SR-71 (het favoriete vliegtuig van Musk en Grimes) – maar omdat cijfers in een officiële naam in Californië niet zijn toegestaan, is het X Æ A-XII geworden. Toen vervolgens bleek dat men in de staat Californië ook X Æ A-XII niet kon goedkeuren omdat Æ niet voorkomt in het alfabet, veranderden ze de naam in X AE A-XII.
- Bibsys: 1523345891910
- Bibliothèque nationale de France: cb16632095n (data)
- Gemeinsame Normdatei: 1033775290
- International Standard Name Identifier: 0000 0003 5635 8936
- Library of Congress Control Number: no2011181141
- MusicBrainz: 7e5a2a59-6d9f-4a17-b7c2-e1eedb7bd222
- Nationale Bibliotheek van Israël: 987007413785705171
- Virtual International Authority File: 211761738
- WorldCat: E39PCjBd4BkyyG947p8KvxvDYP